# Phrurolithidae
Famille
Les Phrurolithidae sont une famille d'araignées aranéomorphes.

## Distribution
Les espèces de cette famille se rencontrent en Asie, en Amérique du Nord, en Europe, en Afrique et en Océanie.

## Paléontologie
Cette famille est connue depuis le Paléogène.

## Liste des genres
Selon World Spider Catalog (version 26, 24/05/2025) :
- Abdosetae Fu, Zhang & MacDermott, 2010
- Aculithus Liu & S. Q. Li, 2022
- Alboculus Liu, 2020
- Beatitas Mu & Zhang, 2023
- Bosselaerius Zamani & Marusik, 2020
- Brevitubus Zhu, Liao, Yin & Xu, 2025
- Corealithus Kamura, 2021
- Dorymetaecus Rainbow, 1920
- Edelithus Liu & Li, 2022
- Grandilithus Liu & S. Q. Li, 2022
- Labialithus Kamura, 2021
- Lingulatus Mu & Zhang, 2022
- Liophrurillus Wunderlich, 1992
- Lunalithus Kamura, 2022
- Mutatus Mu, Wang, F. Zhang & Z. S. Zhang, 2025
- Otacilia Thorell, 1897
- Pennalithus Kamura, 2021
- Phonotimpus Gertsch & Davis, 1940
- Phrurolinillus Wunderlich, 1995
- Phrurolithus C. L. Koch, 1839
- Phrurotimpus Chamberlin & Ivie, 1935
- Piabuna Chamberlin & Ivie, 1933
- Plynnon Deeleman-Reinhold, 2001
- Punctus Mu & Zhang, 2023
- Scotinella Banks, 1911
- Xiaoliguang Lin & Li, 2023
- Xilithus Liu & Li, 2023

Selon World Spider Catalog (version 23.5, 2023) :
- † Eomazax Petrunkevitch, 1958
- † Laccolithus Petrunkevitch, 1958

## Systématique et taxinomie
Cette famille a été décrite par Banks en 1892 comme tribu des Clubionidae. Elle est élevée au rang de famille par Ramírez en 2014.
Cette famille rassemble 421 espèces dans 27 genres.

## Publication originale
- Banks, 1892 : « A classification of North American spiders. » Canadian Entomologist, vol. 24, p. 88-97 (texte intégral).